# Francesco Di Bella
Francesco Di Bella (Napoli, 26 luglio 1972) è un cantautore italiano, leader del gruppo musicale 24 Grana.

## Biografia
Francesco Di Bella nasce a Napoli il 26 luglio 1972. Forma la sua prima band verso la fine degli anni '80, con alcuni di quelli che sarebbero poi diventati i 24 Grana, nome che verrà adottato dal 1994. Durante la prima metà degli anni '90 la band partecipa a diversi contest fino all'incontro col produttore e manager Claudio de Cristofaro che li porterà a firmare con l'etichetta discografica napoletana Sintesi 3000/La Canzonetta record.

## Con i 24 Grana
Nel 1996 esce il primo EP del gruppo, seguito all'inizio dell'anno successivo dall'album Loop.
Inizia così un'intensa attività di concerti in giro tra centri sociali, club e festival che portano la band in tutta la penisola italiana.
Il suono che caratterizza i primi 24 Grana, destinati a diventare una delle più importanti e seguite formazioni indie, è una miscela di punk, dub ed elettronica con testi intensi e rivolti alla situazione sociale, cosa che ha portato migliaia di fan ad immedesimarsi nelle canzoni di Francesco.
Tale successo è ben rappresentato nel disco successivo Loop Live del 1998, album che uscì su licenza Sintesi 3000 con etichetta CGD-WARNER e l'anno successivo, sempre con la stessa formula fu la volta di Metaversus, dove il suono subì forti influenze psichedeliche. Questo lavoro riscosse un ottimo successo di pubblico e di critica (Il Mucchio Selvaggio, nota rivista specializzata, lo incluse nei primi 100 cd del 1999).
Nello stesso anno al gruppo vengono commissionate le musiche per il ballettoRO dal Teatro SAN CARLO di Napoli per venti repliche al Teatro Mercadante dove la band si esibisce dal vivo col corpo di ballo del regio teatro napoletano per le coreografie di Luciano Cannito.
Sempre quell'anno i 24 Grana aprono tra gli altri i concerti di Vasco Rossi allo stadio di Firenze e Ben Harper al Pistoia Blues.
Negli anni successivi usciranno altri quattro album della band che rafforzeranno ulteriormente il rapporto col loro pubblico e porteranno spesso I 24 Grana ad esibirsi all'estero: Parigi, Barcellona e Tokyo tra le città in cui il gruppo si esibisce.
Nel 2001, nuovamente per la sintesi 3000 esce K album, disco fortemente influenzato dai soggiorni di Francesco a Londra, con una scelta di suono più grezzo e meno elettronico rispetto ai precedenti.
Nel 2004 vede la luce Underpop, contenente il singolo Canto pe' nun suffrì Nel 2008 è la volta di Ghostwriters che vede la partecipazione di Riccardo Sinigallia, Marina Rei e Filippo Gatti.
Il disco prodotto da Daniele Sinigallia, fratello di Riccardo, inaugura un percorso più cantautoriale con i brani come Accireme, Carcere e Avere una vita davanti.
Nel 2011 esce l'ultimo disco della band La stessa barca, registrato a Chicago da Steve Albini, mago della presa diretta e del tipico sound indie rock americano. È un disco urgente che porta di nuovo il gruppo su territori più acid rock. I 24 Grana in quest'anno si esibiscono proprio a Chicago e Londra e per circa due anni rimangono ininterrottamente in tour.

## Da Solista
Parallelamente Di Bella già dal 2006 comincia le prime esperienze al di fuori dei 24 Grana; infatti in quell'anno collabora al disco di Marina Rei e conosce Daniele Sinigallia (che diventerà il suo produttore artistico in Ghostwriters e Francesco Di Bella & Ballads Cafè e l'attuale Nuova Gianturco), canta e compone per gli Almamegretta, 99 Posse, oltre a numerosissime partecipazioni in altri CD.
Più volte invitato da Francesco Magnelli e Ginevra Di Marco a STAZIONI LUNARI, insieme a tanti colleghi rockers italiani e anche stranieri (Gazzè, Morgan, Donà, Servillo, Tuxedo Moon, Godano, etc.). In estate, come solista, ha il privilegio di aprire il concerto di Iggy Pop al Neapolis Rock Festival.
Nel 2013, dopo anni di dischi e concerti, Francesco decide di lasciare i 24 Grana e di dedicarsi alla sua attività di cantautore, dapprima ritornando a suonare in piccoli club accompagnato dalla chitarra di Alfonso Bruno con il nome di Ballads e poi con la pubblicazione del primo lavoro solista, Francesco Di Bella & Ballads Cafè dove accompagnato da una band formata da Daniele Sinigallia, produttore dell'album e da Cristiano De Fabritiis, Andrea Pesce, Alessandro Innaro, Marjorie Biondo e naturalmente Alfonso Bruno, reinterpreta alcuni dei suoi brani in una chiave diversa.
Con questa formazione, tra gli altri, spiccano le partecipazioni ad appuntamenti importanti come il 1º maggio di Roma e il concerto di Manu Chao a Napoli.
Nel Settembre 2016, preceduto dal singolo Tre NUmmarielle che vince il Premio Lunezia, pubblica, sempre per La Canzonetta Record, il primo album interamente di canzoni inedite, Nuova Gianturco (Sintesi3000/La Canzonetta record), in cui duetta con Neffa, i 99 Posse e i cantautori napoletani Dario Sansone dei Foja e Gnut.
Dei due singoli estratti dal cd, Tre nummarielle e Aziz sono stati realizzati due videoclip rispettivamente per la regia di Francesco Lettieri e Cosimo Alemà.
Dell'Ottobre 2018 è invece  'O diavolo, che oltre alla canzone che dà il nome all'album, contiene i brani Scinne Ambress, Stella nera, Rivelazione, Il giardino nascosto, Rub-a-Dub Style, Canzone 'e carcerate, Sulo pe' te, Notte senza luna.

## Discografia solista

### Album in studio
- Francesco Di Bella & Ballads Cafè (La Canzonetta Record cd 2013)
- Nuova Gianturco (La Canzonetta Record cd/lp 2016)
- Tre Nummarielle (La Canzonetta record singolo 2016)
- 'O diavolo (La Canzonetta Record cd 2018)
- Acqua Santa (La Canzonetta Record cd 2025)

### Videoclip
- Tre nummarielle 2016 regia di Francesco Lettieri
- Aziz 2016 regia di Cosimo Alemà

## Collaborazioni
- Senza cuore , contenuta nell’album Biancalancia  dei RaestaVinvE, scritta con Vinvè dei RaestaVinvE (Vinve multimedia/La Canzonetta Record 2020)
- Resto a sud , contenuta nell’EP Resto a sud  dei RaestaVinvE, scritta con Vinvè dei RaestaVinvE e Daniele Sinigallia (Dansin Sound/La Canzonetta Record/TommyLou 2022)